# 小詹姆斯·布雷萨特
小詹姆斯·布雷萨特（James Breathitt, Jr.，1890年12月14日—1934年10月29日），是一名来自美国肯塔基州霍普金斯的政治家。
他毕业于森特学院。后担任肯塔基州参议员，并在1927年至1931年担任肯塔基州副州长，与州长弗莱姆·D·桑普森合作，桑普森是美国共和党人，而布雷萨特则是民主党。
1934年，布雷萨特因肺炎去世。小詹姆斯·布雷萨特的侄子爱德华·T·布里赛特曾任肯塔基州州长。